# Club Voleibol Jóvenes Aficionados al Voleibol Olímpico
Il Club Voleibol Jóvenes Aficionados al Voleibol Olímpico è una società pallavolistica femminile spagnola con sede a Las Palmas de Gran Canaria: milita nel campionato di Superliga Femenina de Voleibol.

## Storia
Il Club Voleibol Jóvenes Aficionados al Voleibol Olímpico viene fondato nel 1988. Nella stagione 2003-04 esordisce in Superliga Femenina de Voleibol; al termine dell'annata 2007-08, a seguito dell'ultimo posto in classifica, retrocede in Superliga 2 Femenina de Voleibol: tuttavia, per via della rinuncia del Torrelavega, viene ripescata nella massima divisione spagnola. Anche il campionato 2008-09 viene chiuso nuovamente all'ultimo posto, con un nuova retrocessione: in conseguenza alla rinuncia di alcune squadre per problemi economici, è ancora ripescata in Superliga Femenina de Voleibol.
Nell'estate 2010 il Las Palmas si fonde nel JAV Olímpico. Nella stagione 2017-18, partecipa per la prima volta a una competizione europea, ossia alla Challenge Cup, venendo eliminata agli ottavi di finale dal Neuchâtel. Nell'annata 2020-21 arriva il primo successo in campionato; nell'annata successiva, oltre alla vittoria della Supercoppa spagnola, debutta in Champions League, eliminata però già al primo turno della fase di qualificazione. Nella stagione 2022-23 vince il suo secondo scudetto, mentre nella stagione successiva si aggiudica la Coppa Iberica, la Supercoppa spagnola e per la prima volta la Coppa della Regina.

## Rosa 2022-2023
| N° | Nome                    | Ruolo | Data di nascita   | Nazionalità sportiva |
| -- | ----------------------- | ----- | ----------------- | -------------------- |
| 1  | Julia De Paula          | S     | 7 luglio 2005     | Spagna               |
| 5  | Alba Sánchez            | L     | 9 settembre 1991  | Spagna               |
| 6  | Lucrecia Castellano     | C     | 18 giugno 2000    | Spagna               |
| 7  | Adriani Joaquim         | C     | 26 aprile 1993    | Brasile              |
| 8  | Saray Manzano           | S     | 29 giugno 1996    | Spagna               |
| 9  | Andrea Arocha           | L     | 24 maggio 2003    | Spagna               |
| 10 | Sara da Silva           | O     | 29 aprile 1994    | Brasile              |
| 12 | María Alejandra Álvarez | P     | 1º settembre 1995 | Spagna               |
| 13 | Helia González          | S     | 29 agosto 1985    | Spagna               |
| 14 | Laisa Maeda             | P     | 14 febbraio 1998  | Brasile              |
| 18 | Sulian Matienzo         | S     | 14 dicembre 1994  | Cuba                 |
| 19 | Laura Suárez            | C     | 13 dicembre 1998  | Cuba                 |

## Palmarès
- Campionato spagnolo: 2

2020-21, 2022-23
- Coppa della Regina: 1

2023-24
- Supercoppa spagnola: 2

2021, 2023
- Coppa Iberica: 1

2023